# Церковь Андрея Первозванного (Тобольск)
Церковь Андрея Первозванного (Апостоло-Андреевская церковь) — православный храм в городе Тобольске.

## История
Деревянная Андреевская церковь была построена в 1646 году казаками. К 1740-м годам церковь обветшала и на её месте в 1744 году на деньги купца Авраама Сумкина поставили небольшую каменную церковь святого Андрея. Через десять лет храм был надстроен, а в 1759 году достроена трапезная, придел и сооружена колокольня, которая в 1806 году из-за трещин была разобрана и заменена меньшей. Окончательный вид храм приобрёл в 1806 году, когда старая колокольня была заменена новой, меньших размеров. При храме действовала церковно-приходская школа. В 1818 году возвели каменную ограду. После революции 1917 года община храма была ликвидирована.
Весной 2001 года местная общественная организация клуб «Добрая воля» обратился к архиепископу Димитрию с инициативой возрождения храма. Инициатива была поддержана, и ответственным от епархии за возрождение храма был назначен преподаватель Тобольской духовной семинарии, священник храма Семи Отроков Эфесских иерей Вадим Базылев. Была оборудована молитвенная комната в притворе под колокольней
С 2013 года в храме начали еженедельно совершаться богослужения. Окормление храма было поручено иерею Валерию Сиранту, клирику храма Архангела Михаила, и иерею Иоанну Казанцеву, клирику храма Семи Отроков Ефесских. Казанцева Анна Геннадьевна создала смешанный хор, ставший лучшим приходским хором в Тобольске. Стараниями иерея Иоанна Казанцева при помощи благотворителей был сооружен иконостас в главной части храма и обустроено храмовое пространство.